# Das Blatt der Hausfrau

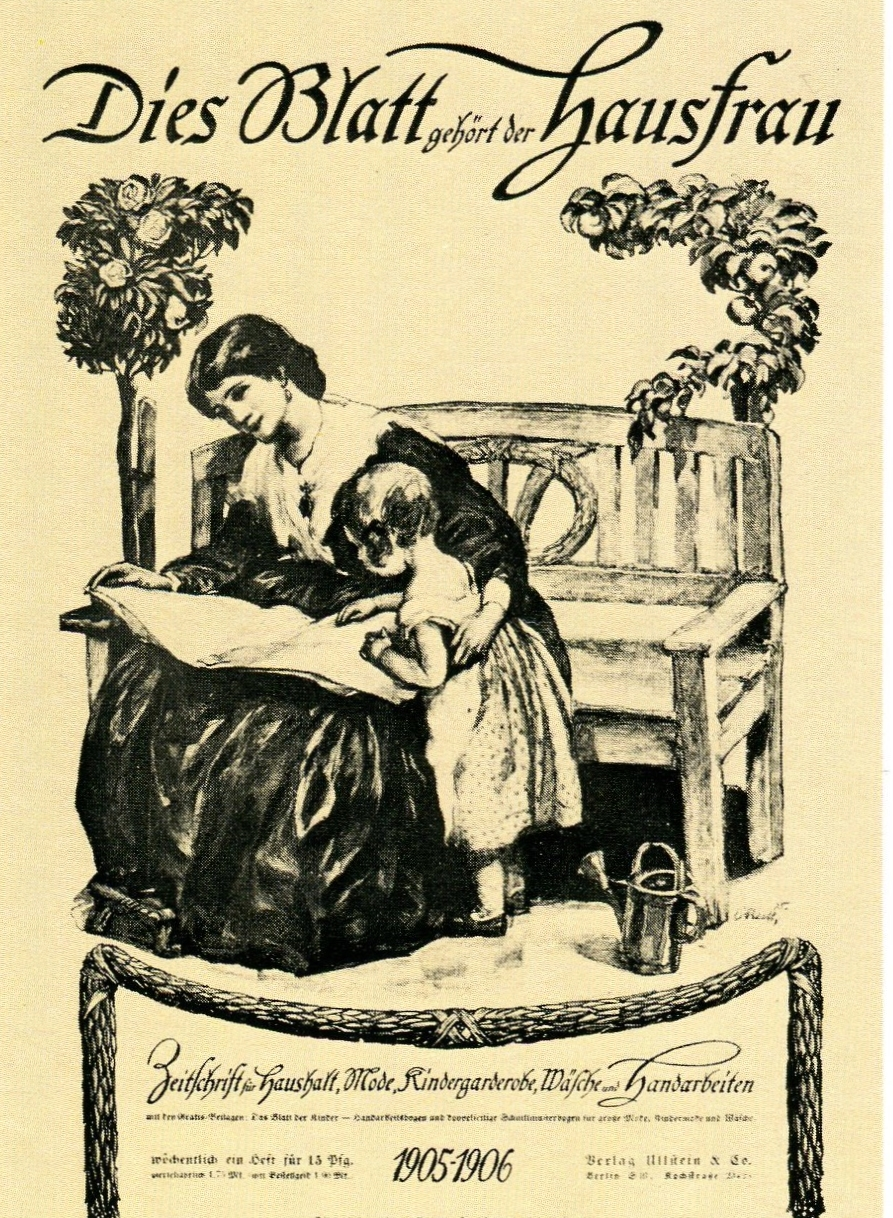
Dies Blatt gehört der Hausfrau, 1905

Das Blatt der Hausfrau war eine Frauenzeitschrift in Berlin von 1886 bis 1944.

## Geschichte
Am 3. Juli 1886 erschien die erste Ausgabe der Zeitschrift Dies Blatt gehört der Hausfrau im Verlag von Friedrich Schirmer in Berlin-Kreuzberg. Verantwortlicher Redakteur war Franz Neugebauer. Die Zeitschrift erschien wöchentlich und kostete 15 Pfennig pro Ausgabe.
Dies Blatt gehört der Hausfrau bot viel Unterhaltung, auch literarische Texte wie Erzählungen und Fortsetzungsromane, sowie Ratschläge für die Haushaltsführung und Kindererziehung und Schnittmusterbögen.
1904 übernahm sie der Ullstein Verlag. Die Grundausrichtung wurde beibehalten und war weiter traditionell ausgerichtet. Daneben entstand die etwas modernere Zeitschrift Die Praktische Berlinerin im selben Verlag.
Seit 1920 hieß die Zeitschrift Das Blatt der Hausfrau, seit 1922 Ullstein's Blatt der Hausfrau, seit 1927 wieder Das Blatt der Hausfrau. In diesem Jahr gab es mit etwa 500.000 verkauften Exemplaren die höchste Auflagenstärke.
Seit 1933 passte sich die Zeitschrift den neuen Verhältnissen an, blieb aber inhaltlich weitgehend unpolitisch. 1944 oder Anfang 1945 wurde das Erscheinen eingestellt.
Seit 1890 gab es eine ähnliche Zeitschrift Das Blatt der Hausfrau in Wien, ebenfalls durch den  Friedrich Schirmer Verlag, die teilweise identische und teilweise unterschiedliche Artikel beinhaltete. Daneben gab es eine deutschsprachige Ausgabe in den USA.
1949 erschien wieder eine Zeitschrift mit dem Namen Das Blatt der Hausfrau, die 1952 in Brigitte umbenannt wurde und bis in die Gegenwart besteht.

## Persönlichkeiten
Leitende Redakteure
- Franz Neugebauer, 1886–1901
- Ad. Hoffmann, 1905–nach 1913
- Barbara von Treskow, 1933

Künstlerische Beiträge
- Paul Rieth, Titelblätter 1905
- Conradine Stinde, Erzählungen
- Else von Borgstede, Erzählungen